# Chromis crusma
Chromis crusma е вид бодлоперка от семейство Pomacentridae. Видът не е застрашен от изчезване.

## Разпространение
Разпространен е в Аржентина, Еквадор, Перу и Чили.